# Christian Frederik Lütken
Christian Frederik Lütken (født 4. oktober 1827 i Sorø, død 6. februar 1901 i København) var en dansk zoolog.

## Karriere
Han var søn af Johannes Christian Lütken. Under påvirkning af Carsten Hauch og Japetus Steenstrup var allerede i Sorø hans interesse for naturhistorie blevet vakt, og under vejledning af den sidstnævnte, der var blevet ansat som professor ved Københavns Universitet, fortsatte han, efter 1844 at være blevet student, disse studier. En afbrydelse heri kom dog 1848 ved hans frivillige deltagelse i krigen, hvorfra han vendte hjem som premierløjtnant. 
I 1852 forlod han Hæren og fik ansættelse som assistent ved Universitetets zoologiske Museum under Steenstrup, tog 1853 magisterkonferens i naturhistorie og disputerede 1857 for doktorgraden med en afhandling om Grønlands echinodermer. En lang årrække virkede han derpå som assistent ved museets afdeling for de lavere dyr og indlagde sig navnlig megen fortjeneste ved museets nyordning efter foreningen med "Det kongelige Museum" og opførelsen af det nye museum i 1868. I 1882 overtog han stillingen som inspektør ved hvirveldyr-afdelingen, og 1885 udnævntes han til professor i zoologi ved universitetet, en stilling, han på grund af sygdom måtte opgive i 1899. 
I årene 1878-86 holdt han en række forelæsninger ved Polyteknisk Læreanstalt. Han blev Ridder af Dannebrog 1880 og Dannebrogsmand 1891.
Han er begravet på Solbjerg Parkkirkegård.

## Forfatterskab
Som videnskabelig forfatter var Lütken meget produktiv og vandt blandt samtidige fagmænd især anseelse ved sine arbejder over pighude og fisk. Blandt de første kan nævnes, foruden disputatsen, hans "Bidrag til Kundskab om Slangestjernerne", blandt de sidste "Velhas-Flodens Fiske", der omhandler Brasiliens fisk, dernæst afhandlingen om "Formforandringer hos Fiske under deres Vækst og Udvikling", til hvilken materialet, lige som til "Det aabne Havs Laksesild eller Scopeliner", hovedsagelig skyldtes indsamlinger, foretagne fra skibe i koffardifart —, samt endelig bearbejdelsen af Ingolf-ekspeditionens fisk. Men også på mange andre områder har han været virksom: han har således udgivet anselige arbejder over forskellige delfiner samt over visse grupper af snyltende krebsdyr så som Hvallus og Copepoder. For et bredere publikum var Lütken navnlig kendt ved sine efter datidens forhold fortræffelige skolebøger, der med rette var overordentlig meget benyttede, og i en fornuftig lærers hånd var langt mere værd end mangen af de senere zoologier. Desuden besad Lütken, navnlig i sine yngre år, en betydelig evne til at skrive, på en gang videnskabeligt og dog for videre kredse. Eksempler herpå var dels de i 1880 udgivne "Skildringer af Dyrelivet i Fortid og Nutid", dels de talrige bidrag fra hans pen, der findes i det af ham, C.J. Fogh og Christian Vaupell i 1854 grundede Tidsskrift for populære Fremstillinger af Naturvidenskaben, der vedblev at udkomme indtil 1883.